# Microtendipes schuecki
Microtendipes schuecki är en tvåvingeart som beskrevs av Reiss 1997. Microtendipes schuecki ingår i släktet Microtendipes och familjen fjädermyggor. Inga underarter finns listade i Catalogue of Life.